# Альбаева, Зайтуна Рахматулловна
Зайтуна Рахматулловна Альбаева (баш. Зәйтүнә Рәхмәтулла ҡыҙы Әлбәева), солдат РККА.

## Биография
Родилась в 1922 году в селе Киргиз-Мияки Башкирской АССР. После начала Великой Отечественной войны отправилась в Стерлитамак поступать на медицинские курсы. Не окончив курсы, в мае 1942 года добровольцем ушла на фронт. Эшелон девушек-добровольцев прибыл на Сталинградский фронт. В Элисте их обучили различать на слух гул вражеских самолётов, после чего Зайтуну распределили в 44-й батальон воздушного наблюдения, оповещения и связи (ВНОС).
9 августа 1942 года боец Альбаева заступила на боевое дежурство – это был бугор Песчанка возле села Садового Сарпинского района Калмыцкой АССР. В тот день в село ворвался моторизованный отряд немецкой разведки. На их пути стояла та самая высота, на которой дежурила связистка Зайтуна Альбаева. Спешившись с мотоциклов, гитлеровцы двинулись наверх. Зайтуна с винтовкой и тридцатью патронами вступила в бой и погибла в неравном бою.

## Память
- В селе Садовое Республики Калмыкия в честь Зайтуны Альбаевой названа улица;
- памятник в селе Садовое Республики Калмыкия[2];
- мемориальная доска в селе Киргиз-Мияки Республики Башкортостан[3];
- планируется назвать улицу в честь Зайтуны Альбаевой в селе Киргиз-Мияки Республики Башкортостан[4].